# Quorthon
Quorthon (nascido Thomas Börje Forsberg, 17 de fevereiro de 1966 — 3 de junho de 2004) foi um músico multi-instrumentalista e sueco de metal. Foi o fundador e principal compositor da banda sueca Bathory, formada em 1983. A ele é creditado a co-criação do black metal e também a criação do gênero viking metal. Ele compôs as músicas e escreveu as letras de todos os álbuns do Bathory.

## Carreira
Quorthon montou em 1983, aos 17 anos, a banda Bathory. O primeiro disco foi gravado em uma garagem conhecido como Heavenshore Studios, que segundo ele mal cabiam os músicos.
Quorthon, no início de sua carreira, escolheu seu nome artístico a partir de uma revista ocultista da época. Ele conta que é o nome de um dos demônios seguidores, mas que sua escrita correta é "Quarthon" - ele trocou o "A" pelo "O" para a pronúncia ficar mais harmônica. Ao ser questionado diversas vezes ao longo de sua carreira sobre seu nome verdadeiro, ele mentia dizendo nome de outras celebridades suecas ou palavras embaraçosas em seu idioma. Quorthon era conhecido como Ace antes da carreira e para os mais próximos - o apelido veio por ser muito fã da banda KISS desde adolescente. Seu pai disse que Quorthon era o nome dele para trabalhos com o Bathory, mas todo mundo fora dessa esfera o chamava de Ace. 
Por volta dos anos 80, o Bathory começou a acumular uma cultura na cena do metal underground, apesar de poucas vezes tocarem ao vivo. Alguns álbuns a partir deste período, ajudaram a definir o gênero black metal, e as poucas fotografias da banda ajudaram a definir a sua imagem. Essa fase serviu para inspirar a cena do Norwegian Black Metal que estava começando a aparecer, bandas como Mayhem e Darkthrone se inspiraram nele. 
Quorthon, nesse período, também teve muitas experiências estranhas, ao lidar com fãs que mandavam cartas escritas com sangue ou animais mortos, entre outras coisas. Esse comportamento, juntamente com a imagem obscura do Bathory, fez a imprensa começar a chamar ele de "comedor de bebês, bebendo sangue do deus da caverna de morcegos", que para ele foi um desgosto. É possível vê-lo em entrevistas, até o final de sua vida, lutando para se afastar dessa imagem. Ele comenta que as pessoas se assustavam ao vê-lo na rua de calça jeans e com seu cabelo loiro natural porque criaram essa imagem de um homem que ele nunca foi. Apesar disso, Quorthon sempre foi muito próximo de seus fãs, trocava cartas com todos que escreviam para ele e mais pra frente respondia todos os e-mails com as mais diversas perguntas, ele sempre dava preferência a fanzines e evitava revistas maiores - devido a conflitos anteriores com revistas que alterava suas informações, como a Kerrang!. Uma curiosidade é que Quorthon depois de ser questionado por um fã sobre uma música específica de um dos álbuns, revelou em entrevista que não possuía nenhum disco do Bathory em casa e teve que pedir para que a Black Mark Production enviasse uma cópia, assim ele pôde finalmente responder a pergunta. Ele dizia que preferia colecionar discos de suas bandas favoritas e não aqueles que ele mesmo fez.
No começo da década de 1990, Quorthon assumiu o controle completo do Bathory e o transformou num projeto. Ele renunciou, de vez, a escolha de se apresentar ao vivo para gravar com músicos contratados - o que é questionável, pois ele mesmo diz que o Bathory só se apresentou no início da banda em três shows, depois disso ele disse que nunca teve a intenção de fazer concertos. Ele também escolheu mudar o estilo black metal para cantar sobre a sua paixão: mitologia nórdica. À essa fase do Bathory, coube a criação do viking metal, é possível ver a influência viking em Quorthon pelos acessórios usados por ele. Como multi-instrumentalista, ele tocou guitarra, baixo e os instrumentos de percussão em seus álbuns, além de produzir e cantar, na questão da bateria ele usou principalmente uma bateria eletrônica ou um baterista de sessão - mas, quando não estava satisfeito, admitiu ele mesmo ter tocado a bateria.
Quorthon pagou uma quantidade exorbitante na época para a produção do videoclipe da música One Rode to Asa Bay, depois comentou que a produtora sumiu com mais de 60 horas gravadas e apareceu com cortes do vídeo que não foram escolhidos e aprovados por ele - o que deixou-o furioso. É possível ver no videoclipe sua participação e de seu pai, Boss Forsberg. O vídeo foi mostrado na MTV's Headbangers Ball, em 1991, embora ele ainda não tenha visto na época em que foi entrevistado para o programa.
Com o sucesso de Blood Fire Death e Hammerheart, Quorthon lançou o Twilight of the Gods, em 1991. Neste disco, ele abre mão de vez dos antigos vocais e usa sua voz destacada. Por mais que não tenha feito tanto sucesso como os dois outros, o disco é extremamente importante para a carreira do Bathory. Vale destacar que a canção Hammerheart tocou no velório de Quorthon. Ele também parou de fumar durante as gravações, Quorthon teve problemas com bebida alcóolica durante a adolescência - ele diz que o álbum The Return foi gravado por ele e os demais bêbados, por isso não lembrava de quase nada -, contribuindo para ele largar além da bebida, o cigarro anos depois. 
Em 1993, Quorthon gravou e lançou dois álbuns sob o nome "Quorthon". O primeiro álbum, intitulado "Album" foi lançado em 1994 e "Purity of Essence" em 1997. Os álbuns foram mais focados para o rock do que viking metal - Quorthon era ávido admirador do gênero e disse que se não lançasse seus álbuns solo, ele jamais conseguiria dar continuidade ao Bathory. Ao trabalhar sobre estes álbuns ele pôde continuar compondo músicas para a banda. Os próximos álbuns do Bathory - Requiem (1994) e Octagon (1995) - estavam em um estilo retro-thrash metal, ao contrário de versões anteriores. Em 1996, Quorthon lançou Blood on Ice, um álbum conceitual viking metal que era resultado de letras e músicas gravadas em 1989, mas que não foram publicadas. Seus álbuns seguintes - com exceção de Destroyer of Worlds que é uma mistura de fases do Bathory - seguiram a mesma linha do viking metal: a saga Nordland. Foi planejado como um conjunto de quatro álbuns, mas apenas Nordland I e Nordland II foram concluídos, visto que Quorthon morreu durante a produção do terceiro.
Em 2006, a Black Mark Production - a produtora de seu pai - lançou o In Memory of Quorthon, um box com três discos - In Memory of Quorthon Vol. I, In Memory of Quorthon Vol. II e In Memory of Quorthon Vol. III; DVD com gravações feitas por ele de Quorthon na viagem de promoção do Hammerheart (1990), entrevista para a MTV e vídeo da música One Rode to Asa Bay; um livro escrito pelo próprio Quorthon; e pôster. Em quantidades limitadas, o box é raro de encontrar e geralmente vendido a preços relativamente altos. Além disso, muitos colecionadores o valorizam por ter covers de bandas apreciadas por Quorthon - Motörhead, Black Sabbath e The Beatles, por exemplo - feitos por ele, além de sua irmã - Jennie Tebler - cantando Song to Hall up High e Silverwing. 

## Morte
Quorthon foi encontrado morto em seu apartamento no dia 3 de junho de 2004, aos 38 anos. Ele possuía uma doença cardíaca congênita - seu pai (Boss Forsberg) comentou em entrevista, que Quorthon estava reclamando de dores no peito nos últimos dias -, o que acabou ocasionando uma parada cardíaca no músico. Como ele morava sozinho, seu pai tentou ligar para seu celular por dias, até que começou a desconfiar - porque Quorthon sempre atendia as ligações - e mandou os irmãos dele irem averiguar. Boss disse que ele parecia dormir na cama quando foi achado.
Jonas Akerlund, um dos fundadores do Bathory, após a confirmação da morte do vocalista, revelou o nome verdadeiro de Quorthon e do parentesco com Boss. Este ficou furioso por não ter tido a oportunidade de revelar as informações de seu filho em seu tempo. Ele disse em entrevistas que só iria revelar caso achasse necessário - Quorthon sempre deixou claro que sua vida pessoal não tinha relação com seu trabalho. 
Embora muitos sites e artigos digam que ele morreu no dia 7 de junho, o site da Black Mark Production diz que ele morreu no dia 3 de junho de 2004. Quorthon foi cremado e enterrado no túmulo da família Forsberg, no cemitério Sandsborgs kyrkogård em Gamla Enskede, Estocolmo, no dia 13 de julho do mesmo ano.

## Discografia
Com Bathory
- Bathory (1984)
- The Return..... (1985)
- Under the Sign of the Black Mark (1986)
- Blood Fire Death (1988)
- Hammerheart (1990)
- Twilight of the Gods (1991)
- Requiem (1994)
- Octagon (1995)
- Blood on Ice (1996)
- Destroyer of Worlds (2001)
- Nordland I (2003)
- Nordland II (2003)

Como Quorthon
- Album (1994)
- Purity of Essence (1997)
- When Our Day Is Through (1997)